# Michael Spivak
Michael David Spivak (Queens, 25 de maio de 1940 — Houston, 1 de outubro de 2020) foi um matemático estadunidense especialista em geometria diferencial, fundador da Publish-or-Perish Press.
Autor da obra em cinco volumes Comprehensive Introduction to Differential Geometry (Introdução Abrangente à Geometria Diferencial). Doutorado pela Princeton University sob a orientação de John Milnor, em 1964.